# Piotr Sarzyński
Piotr Sarzyński (ur. 4 czerwca 1955) – polski dziennikarz i publicysta, zajmujący się problematyką kulturalną w tygodniku „Polityka”. Krytyk sztuki, autor książek popularyzujących sztukę. Z wykształcenia socjolog.

## Życiorys
Pracował jako asystent na Wydziale Socjologii UW, nauczyciel w wiejskiej szkole w Wetlinie w Bieszczadach. Był też urzędnikiem. Jako dziennikarz początkowo pracował w „Radarze” (od 1985). Od 1986 do chwili obecnej pisze artykuły o tematyce kulturalnej dla tygodnika „Polityka”, z którym jest ściśle związany.
W latach 1988–1996 współautor i prowadzący liczne programy w TVP (m.in. „Studio Otwarte”, „Kawa czy herbata?”, „Zapis”, „Stoper”). Współprowadzący programu „Sztuka życia” w Polsat Café.

## Publikacje
- Przewodnik po rynku malarstwa (1999)
- Kronika śmierci przedwczesnych (2000, wspólnie z Mają Wolny)
- Leksykon samobójców (2002)
- Wrzask w przestrzeni. Dlaczego w Polsce jest tak brzydko? (2012)

## Nagrody
- Medal im. Krzysztofa Komedy
- Nagroda Artystyczna Hestii
- brązowy medal Gloria Artis (2005)[4]
- medal SARP Bene Merentibus (2019)[5]

## Życie prywatne
Żonaty, ma troje dzieci: Igora (ur. 1986), Idalię (ur. 1998) i Julię (ur. 2000).